# La Confession (roman)
Pour les articles homonymes, voir La Confession.
La Confession (The Confession) est un roman policier judiciaire de l'écrivain américain de John Grisham, paru en 2010. 
La traduction française par Johan-Frédérik Hel Guedj est publiée aux éditions Robert Laffont en 2011.

## Thème
John Grisham, spécialiste du thriller judiciaire, est aussi un fervent abolitionniste de la peine de mort : il dénonce ici la partialité raciale, l'incompétence, la corruption politique et surtout la violence, toute légale qu'elle soit, du système judiciaire.

## Résumé
Travis Boyette est un meurtrier. En 1998, il a violé et étranglé la populaire cheerleader du lycée de la petite ville de Slone au Texas. Pour que son corps ne soit jamais retrouvé, il l'a enterrée. Il assiste ensuite de loin à l'arrestation de Donte Drumm, jeune athlète afro-américain du lycée de Slone, accusé de ce crime qu'il n'a pas commis. Jugé et déclaré coupable, Drumm est envoyé dans les couloirs de la mort : son sort en est jeté. 
Après huit années passées dans le couloir de la mort, Donte Drumm est à quatre jours de son exécution. Il a maintenant vingt-sept ans. Il sera exécuté pour un crime qu'il n'a pas commis. Ce n'est pas lui qui a enlevé, violé et tué la pom-pom girl de son lycée : des aveux lui ont été extorqués par des policiers racistes et son procès a été une pure mascarade. Tandis que son avocat multiplie les appels pour tenter de le sauver, un pasteur de Topeka, au Kansas, à six cents kilomètres de là, reçoit la visite de Travis Boyette qui revendique avoir perpétré ce meurtre odieux. Multirécidiviste, atteint d'une tumeur cérébrale, il dit vouloir épargner un innocent. Maintenant face à son propre destin, il revoit sa misérable vie et décide de faire ce qui est juste : après des années de silence, il est prêt à tout avouer. Les avocats, les juges, le gouverneur se laisseront-ils convaincre ? La route est longue pour rétablir la vérité, surtout quand ils sont nombreux à refuser de l'entendre.

## Livre audio en français
- John Grisham (trad. Johan-Frédérik Hel-Guedj), La Confession, La Roque-sur-Pernes, Éditions VDB, coll. « Thriller », 1er octobre 2011 (ISBN 978-2-84694-984-2)Narrateur : José Heuzé ; support : 2 disques compacts audio MP3 ; durée : 17 h 35 min environ ; référence éditeur : non connue.